# Polkovnik (Združeno kraljestvo)
Polkovnik (izvirno angleško Colonel; okrajšava Col) je višji vojaški čin, ki je v uporabi v Britanski kopenski vojski in pri Kraljevih marinci. Med 1. aprilom 1918 in 31. julijem 1919 je čin uporabljalo tudi Kraljevo vojno letalstvo.
Polkovnik je tako nadrejen podpolkovniku in je podrejen brigadirju. V skladu z Natovim standardom STANAG 2116 čin nosi oznako OF-5; enakovreden je činu kapitanu v Kraljevi vojni mornarici in Group Captain (dobesedno Kapitan skupine) v Kraljevem vojnem letalstvu.